# Ben Laga
Ben Laga är ett berg i Storbritannien.   Det ligger i kommunen Highland och riksdelen Skottland, i den nordvästra delen av landet, 700 km nordväst om huvudstaden London. Toppen på Ben Laga är 512 meter över havet.
Terrängen runt Ben Laga är huvudsakligen lite kuperad. Trakten runt Ben Laga är nära nog obefolkad, med mindre än två invånare per kvadratkilometer. Närmaste större samhälle är Tobermory, 15,8 km sydväst om Ben Laga. I omgivningarna runt Ben Laga växer i huvudsak blandskog.